# Обсерватория Вартиовуори
Обсерватория Вартиовуори — старая астрономическая обсерватория в Финляндии, здание которой расположено в Турку на холме Вартиовуори.

## История

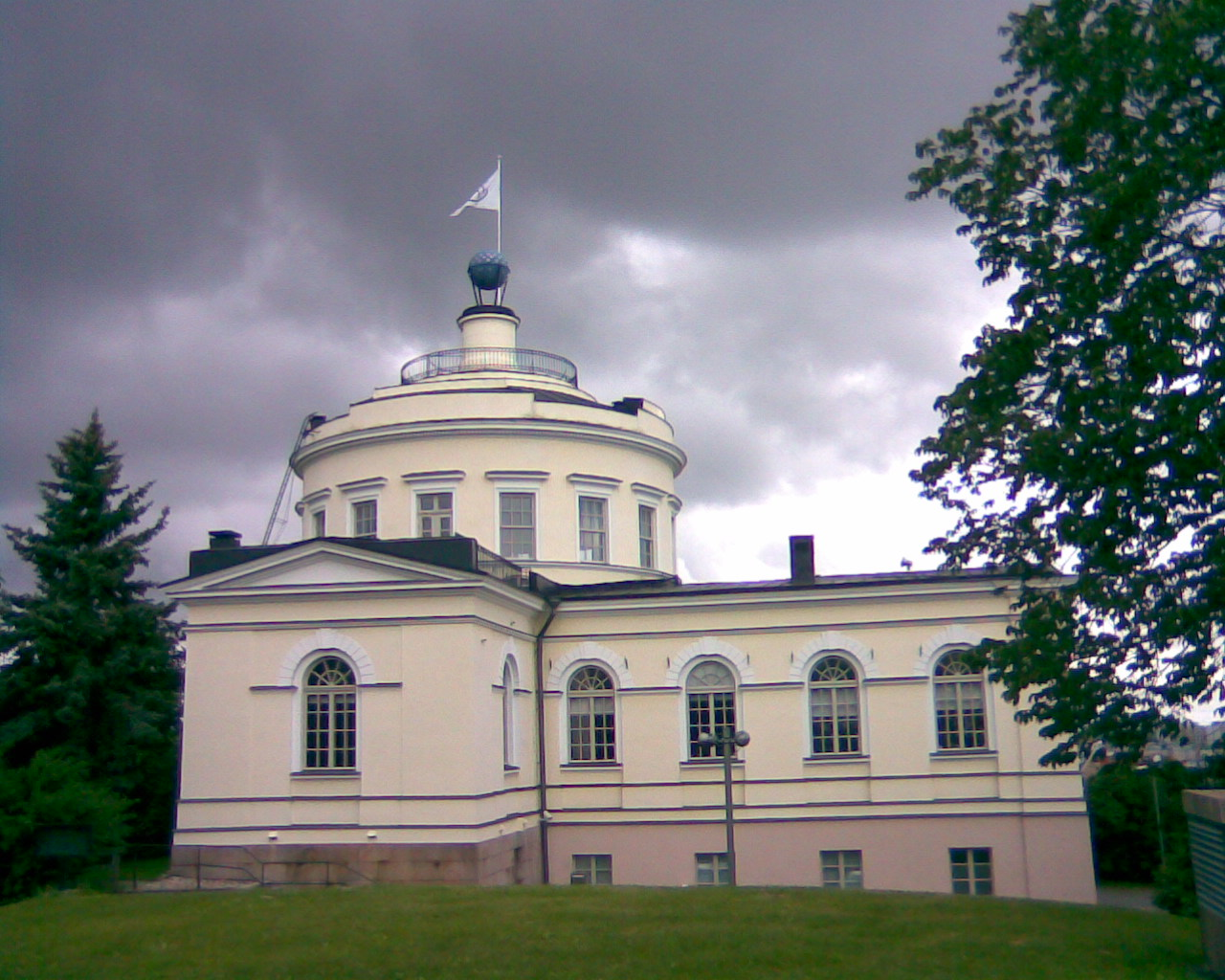

Здание обсерватории было построено в 1819 году по проекту архитектора Карла Энгеля. Из-за несогласованных действий заказчиков, в 1816 году было представлено сразу три проекта здания обсерватории. Инициатором одного из них был профессор физики Густав Габриэль Хяльстрём, осуществивший в 1814 году устную договорённость с Энгелем в расчёте на то, что последний хорошо знает обсерваторию в Берлине. В начале октября 1816 года проект был готов и Хяльстрём полагал, что своим элегантным обликом здание будет конкурировать с ведущими обсерваториями Европы.
Инициатором другого проекта, заказанного в 1815 году Карло Басси, был заместитель канцлера Королевской академии Або — Яков Тенгстрём. В мае 1816 года проект Басси был завершён и учёный совет академии представил его на усмотрения канцлера Академии Великого князя Николая Павловича. Кроме того, на усмотрение канцлера и императора параллельно поступил проект Энгеля.
В декабре 1816 года из Санкт-Петербурга пришло решение императора Александра I, отдавшего предпочтение чертежам К. Энгеля и отклонившего проектные предложения Карло Басси и Карла Росси (последнему проект был заказан Великим князем Николаем Павловичем.
Принципы функциональной организации обсерватории исходили от Хяльстрёма в связи с чем схема здания напоминает планы стокгольмской обсерватории, спроектированной в 1747 году Карлом Хорлеманом и построенной в 1752 году.
Обсерватория на Вартиовуори имеет форму креста, завершённую апсидой. Башенная часть в проекте Энгеля цилиндрическая (в проекте Басси — восьмиугольная). В памятной записке Хяльстрёма были справедливые замечания относительно ориентации здания. Вопреки нежеланию переделывать уже утверждённый проект, Энгелю всё же пришлось его изменить. В марте 1817 года, откорректированный проект вновь был утверждён императором, и для строительства из казны была выделена сумма в 146 тысяч рублей. Строительство шло с большими трудностями: связанный своими работами в Хельсинки, Карл Энгель не мог осуществлять авторский надзор, а строители тем временем начали нарушать проект. Узнав об этом, Энгель приехал в Турку, произошёл скандал. Зодчий обвинил строительную комиссию Академии, которая должна была следить за ходом работ. Дело не получило своего развития лишь по требованию Великого князя Николая Павловича. Энгелю вручили орден Святого Владимира IV степени и попросили передать рабочим недостающие рабочие чертежи, а канцлера Академии обязали завершить по ним строительство.
Здание, законченное в 1818 году, удачно завершило самую высокую гору на берегах Аурайоки — Вартиовуори и получило название «Звёздная башня».
В настоящее время в здании располагается Музей мореплавания и астрономических коллекций, фонд Академии Або и почётное консульство Нидерландов.